# Armée mongole
 (mai 2023).
 (janvier 2018).
Si vous disposez d'ouvrages ou d'articles de référence ou si vous connaissez des sites web de qualité traitant du thème abordé ici, merci de compléter l'article en donnant les références utiles à sa vérifiabilité et en les liant à la section « Notes et références ».
Cet article concerne l'armée mongole du temps des khans. Pour l'armée de l'État mongol actuel, voir Forces armées de la Mongolie. Pour l'armée de la région chinoise de Mongolie-Intérieure, voir Armée de Mongolie-Intérieure.

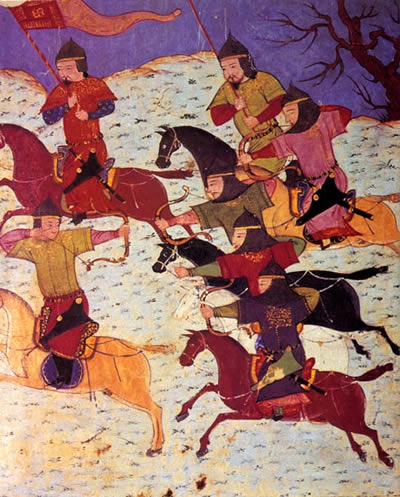
Archers à cheval au combat (illustration d'un manuscrit du début du XIVe siècle), BNF.

Aux XIIIe et XIVe siècles, l’armée mongole de Gengis Khan et ses successeurs domine de très loin ses rivaux.
Bien que Gengis Khan apporte quelques innovations dans la conduite de la guerre traditionnelle des Mongols, cette domination ne tient pas à des nouveautés, mais surtout à son organisation, à la planification rigoureuse de ses opérations, appliquées ensuite avec discipline, et à son imagination dans la tactique.
Cette armée (qui n’existait pas en pratique avant qu’il ne domine les Mongols), est composée de guerriers nomades qui, avant le XIIIe siècle, combattaient essentiellement pour piller lors de razzias.

## Caractéristiques principales
Gengis Khan utilise d’abord l’excellence du guerrier mongol dans deux domaines : le tir à l’arc, enseigné très tôt aux enfants des deux sexes, et la cavalerie, les Mongols étant des cavaliers hors pair. Cette cavalerie utilise le petit cheval mongol, rustique, sobre et très endurant. Son endurance est d’ailleurs un facteur tactique important : en effet, les cavaliers pouvaient se déployer sur près de 150 km2 en une journée. Une spécificité de ces chevaux était de cicatriser très vite, ce qui permettait aux soldats assoiffés de boire le sang de leurs montures sans les fatiguer.

### Tactique
L’armée mongole est presque entièrement (et au début, totalement) composée d’archers à cheval, armée d'arcs et d'épées. Tactique et stratégie lui sont imposées par le nombre et son armement : cavalerie légère, elle utilise la tactique de harcèlement pour obliger l'adversaire à rompre sa formation ; peu nombreuse (en général les armées mongoles ont deux fois moins de troupes que leurs ennemis), elle doit économiser la vie de ses guerriers.
Mobile et nombreuse, la cavalerie mongole déclenche le combat où elle le souhaite, ou se replie facilement lorsque la cavalerie lourde ennemie est déployée. La cavalerie lourde n'utilise pas d'archers et est conçue principalement pour provoquer un choc — en se servant de sa masse et sa vitesse pour casser les lignes ennemies. Ainsi, lorsque la cavalerie mongole rencontre une cavalerie lourde, ses cavaliers légers, plus rapides, utilisant des arcs et organisés en unités articulées, harcèlent les formations de cavalerie lourdes, qui se ruent à la poursuite, sans réussir à engager le combat. Désemparées, ces unités perdent de leur compacité, et sont dispersées lorsque les Mongols entrent au contact.
Les Mongols possèdent aussi une cavalerie lourde, utilisant également l’effet de choc de la charge. Elle est notamment présente à la bataille de Liegnitz (1241).

### Opératique
Les Mongols appliquent un concept opérationnel (connu sous le nom d’« art opératif » ou opératique, intermédiaire entre la tactique et la stratégie) particulièrement efficace. C’est à la fois une extension de la tactique traditionnelle de la cavalerie légère à un niveau opérationnel (la tactique de l’assaut faible suivi d’un simulacre de fuite pouvant durer des heures ou des jours), et l’utilisation de stratagèmes divers afin de dérouter leur adversaires. Ces stratagèmes peuvent être proposés par n’importe quel officier ou sous-officier, sont essayés et répétés pendant la préparation de la campagne et l’instruction des gradés. Ce concept opérationnel leur assure une multitude de victoires rapides sur leurs ennemis à travers de leur histoire.
Les campagnes sont préparées très en amont. Les espions implantés longtemps à l’avance renseignent sur l’état du moral, la stabilité politique plus ou moins grande des peuples attaqués par les Mongols. Plusieurs mois à l’avance, des reconnaissances signalent les passages difficiles, les passages sans ravitaillement (déserts, zones sans pillage possible), les points d’eau, les pâturages, etc.
Les déplacements de l’armée sont protégés très en avant : les éclaireurs renseignent sur la position de l’ennemi, sa force, telle ou telle calamité climatique qui rendra la traversée d’une région plus hasardeuse. De plus, de fortes avant-gardes, capables d’affronter des forces importantes, précédent l’armée, lui donnant le temps d’intervenir. Des flancs-gardes et des arrière-gardes complètent le système. Ces forces secondaires sont aussi capables d’éliminer des oppositions réduites (alliés de l’ennemi le rejoignant).

### Terreur
Ils se servent de la terreur comme arme, de deux façons. Les Mongols offrent aux villes une occasion de se rendre en des termes favorables. C'est le plus souvent au premier grand centre de peuplement de la région attaqués que ces termes sont offerts, bien qu'il y ait quelques exceptions ; en cas de refus, ils pillent la ville en exécutant la population entière (épargnant les ouvriers qualifiés), puis la brûlent et la rasent, au point que certaines villes prospères détruites par les mongol n’ont pas encore été retrouvées. De plus, ils construisent souvent un édifice de crânes à l'extérieur des murs de l'ancienne ville comme souvenir de leur passage. Ils permettent alors à quelques survivants de s'enfuir pour répandre la terreur dans la région. Ils préviennent ainsi une grande partie des combats avec les peuples envahis. Les Mongols acquièrent rapidement une réputation d'envahisseurs invincibles et cruels. Après les victoires initiales et la preuve des bonnes intentions des Mongols, il devient plus difficile pour les dirigeants de convaincre leur peuple de résister à l'invasion.
Cette terreur leur assure également des arrières pacifiés : les villes ou les peuples qui seraient tentés de se révolter sont assurés que les Mongols, s’ils le décident, pousseront la répression jusqu’au bout. La terreur ne suffisant pas seule, la surveillance est assurée par des forces peu nombreuses mais constituées de l’élite de l’armée, et dirigée par la régente[réf. nécessaire]. Tout début de révolte est réprimé dans l’œuf, et sans pitié.

### Stratégie
La stratégie est décidée au sein de la kouriltaï (assemblée du peuple). Les campagnes futures et la façon dont elles seront conduites y sont décidées.

## Un peuple en armes
Le peuple mongol est d’abord un peuple en armes : comme tous les peuples nomades, lorsqu’il se bat, si la bataille est perdue, le peuple entier peut disparaître (voir par exemple les Petchenègues). Ainsi, tout homme libre est un guerrier, très tôt : dès qu’il sait manier l’arc suffisamment bien en montant à cheval : ainsi Gengis Khan commence à bâtir son ordu à treize ans.
Plus tard, il transforme ce mode de vie en une exigence : chaque homme doit être immédiatement disponible pour une campagne. Il doit avoir en permanence quatre chevaux à sa disposition ; ses armes doivent être en bon état en permanence (entretenues par sa famille) et il doit disposer de vivres pour la campagne. Il leur suffit dès lors de quelques minutes pour être prêt lorsque les cavaliers-flèches transmettent l’ordre de mobilisation.
Cela va même plus loin : lorsque Gengis Khan débutait, il n’avait que peu de guerriers sous ses ordres, et affrontait d’autres clan Mongols. Les deux clans se faisaient face, en deux lignes de cavaliers. Pour éviter que son groupe soit tourné, il avait pour coutume de l’appuyer d’un côté sur un obstacle (un bois suffisamment touffu, une montagne, une rivière assez large), et de l’autre, sur le campement de son clan. Les femmes défendent le camp, et sont à même d’empêcher toute tentative de prise à revers.
La réputation que le jeune Temudjin se fait en parvenant, à partir de rien, à augmenter son ordu par combats successifs, lui amène une foule de volontaires. Grâce à son charisme, il modèle une armée mongole combattant selon ses vues, et non selon les méthodes traditionnelles.

## Modernisation et rationalisation

### Création d’unités
Traditionnellement, les peuples des steppes se regroupaient en tribu, sous un système qui pouvait s'apparenter au système féodal sous l'autorité d'un khan. Ce dernier dirigeait des noyans, une aristocratie que l'on pourrait comparer aux barons européen. Sous eux, il y avait les hommes libres, puis les esclaves. Lors du qurultay de 1206, Temüjin devient Gengis Khan et réorganise l'armée selon un système décimal, sans égard aux liens historique tribaux ou de clans.
- L'arban (pluriel: arbat) est l'unité de base: un peloton de neuf hommes commandée par un chef (10 hommes au total)
- Un jaghun (pluriel: jaghut) comporte dix arbat, soit 99 hommes, plus le commandant (soit cent hommes au total) ;
- Un minquan (pluriel: minqat), groupe de dix jaghut, soit 999 hommes, plus son chef ;
- Un tümen (pluriel: tümet), composé de dix mille hommes.

Ces tümet sont parfois regroupés en corps d’armée (2 à 4 tümet), afin de faciliter leur commandement, ou pour mener des campagnes autonomes.
Lors de l'unification des peuples turco-mongols par Genghis Khan, les tribus ou peuples conquis ont une tradition nomade semblable aux mongols. Ils sont ainsi facilement assimilés, pouvant s'intégrer sans difficulté aux unités existantes. Genghis Khan prend bien soin de ne pas créer de nouvelles unités composées uniquement des nouvelles peuplades. Pour créer une cohésion et une nouvelle identité mongole, ces nouveaux soldats sont ainsi répartie parmi les minqat existante. Lors du qurultay de 1206, l'Histoire secrète des Mongols nous apprend que Gengis Khan a 95000 soldats à sa disposition.
Lorsque le grand Khan commence son expansion externe et ainsi intégrer des soldats provenant du monde sédentaire, il aura accès à une infanterie légère, des gens de génie, des sapeurs, etc. L'armée mongole possède 150000 hommes lors de l'invasion du nord de la Chine en 1216, 540000 au milieu des années 1250 lors de la conquête du sud de la chine (la dynastie Song) et, à son apogée, il est estimé que l'armée était forte de 930000 hommes.

### Encadrement de l’armée
La fonction commandement est renouvelée. Un état-major est créé, le iourt-chi : il est chargé de préparer les campagnes. Cette préparation est minutieuse (au point qu’on n'en voit plus d’aussi minutieuse jusqu’à Napoléon ou même jusqu’à la Seconde Guerre mondiale), sur tous les plans :
- logistique (voir plus bas) ;
- renseignement : sur tous les aspects du pays à conquérir, aussi bien géographiques (relief, climat), militaire (places fortes, tactiques ennemies, effectifs) que sur la société adverse (mentalité, coutumes).

Un corps d’officier est créé : il est soumis à un entraînement permanent, adapté à la prochaine campagne.
Les meilleurs de ces officiers peuvent devenir les oerleuks — sorte de maréchaux — à qui sont confiés des corps d’armée pour les campagnes secondaires. D’une fidélité absolue, ils bénéficient de la même confiance de Gengis Khan : les fils et membres de la famille du Grand Khan sont suivis et évalués par ces maréchaux lors de leurs premières campagnes. Si le rapport est défavorable, ils sont rétrogradés comme simples soldats (tel un de ses gendres).

### Liaisons et communications
L’encadrement de l’armée bénéficie d’excellents moyens de communication et de liaison :
- sur le champ de bataille, elle utilise un système de trompes et de drapeaux, abaissés et soulevés par le commandant, qui permet au général en chef, grâce à l’entraînement et à la discipline des troupes, de déplacer ses troupes sur des positions prévues du champ de bataille ou de choisir l'allure du déplacement, comme la charge, la retraite, le contournement, et ce, dès qu’il l’a décidé ;
- à longue distance, les cavaliers-flèches transmettent les ordres d’une armée à l’autre, portent les ordres de mobilisation, communiquent les renseignements des espions ou des éclaireurs en un temps record (grâce à un système de relais, notamment).

### Discipline
La discipline est un élément qui permet d’obtenir, en guerre, le meilleur des soldats ; elle est indispensable pour assurer des victoires régulières. En réussissant à l’imposer à ses troupes, Gengis Khan en fait des guerriers d’exception.
L’obéissance est impérative, sous peine de mort, à tous les niveaux de la hiérarchie. De nombreux manquements à la règle ne sont punis que par la mort : cas de deux hommes s’écartant de leur unité sans l’accord de leur chef au cours du combat. Par contre, chacun a droit à la parole et à l’initiative.
Les manœuvres sont répétées souvent à l’entraînement. Lors du combat, elles sont exécutées sans hésitation.

### Logistique etgénie militaire
La logistique est aussi un point fort de l’armée mongole. Tout homme en âge de se battre doit en permanence avoir d’importantes quantités de provisions non-périssables (essentiellement de la viande séchée), pour répondre à tout moment à la mobilisation. Ses chevaux (chaque guerrier doit en avoir trois ou quatre en état de supporter une longue campagne) sont rustiques et trapus, endurent sans peine le froid et de longues distances journalières. Ils sont habitués à trouver eux-mêmes leur nourriture, donc le fourrage est inutile ; ils peuvent même se contenter de lichens ou de l’herbe jaune gelée sous la neige.
Un corps du génie est rapidement créé pour le siège des villes. Ignorant tout de l’art du siège, les Mongols recrutent — de force — des spécialistes dans les villes conquises. Ingénieurs, ouvriers et artisans qualifiés deviennent ainsi pontonniers, sapeurs, artilleurs (maniant catapultes et trébuchets). Ce besoin est anticipé dès la préparation de la conquête : la liste des artisans ou personnes qualifiées d’une ville est dressée par les espions. Ainsi, ces personnes sont épargnées (ainsi que leurs familles) puis intégrées au corps du génie. Une solide paie et des avantages divers conservent ensuite leur fidélité. C’est Ogodaï, futur Grand Khan, qui est chargé du commandement de ce corps auxiliaire. Mais même avant la constitution de ce corps, les Mongols avaient des tactiques de siège : détournement de la rivière (privant la ville assiégée d’un approvisionnement en eau et d’une défense), ou réduction de la ville par la famine.

## Armement individuel
L’arc composite était l’arme principale des combattants mongols, qui leur permet de battre un adversaire sans entrer au contact. Fabriqué à partir d'un composite de bois, de corne, et de tendons animal, il avait une portée d’environ 30 mètres, jusqu'à 50 mètres dans des cas extrêmes. Cependant, passé 40 mètres, la précision était fortement réduite et la pluie de flèches servait plus à éreinter l'adversaire. Chaque soldat devait aussi posséder une lance équipée d'un crochet au bout servant à faire tomber un cavalier en bas de son cheval. Cet armement était complété par un sabre courbé et léger. Cependant, le combat rapproché n'étant pas leur force, les mongols préféraient généralement fuir ce type d'engagement pour trouver une situation plus propice.
Gengis Khan apporte des améliorations technologiques dans l'art de la guerre mongol. Les Mongols ont été parmi les premiers à se servir de « bombes ». Il s'agissait en fait de boules en céramique creuses, remplies de poudre noire. D'anciens textes y font référence et on en a retrouvé récemment[Quand ?] sur une épave de bateau mongol coulé lors de la tentative d'invasion du Japon (voir conquêtes gengiskhanides).

## Protection individuelle
On oppose classiquement aux chevaliers européens ou aux cataphractaires byzantins, qui portent de lourdes carapaces métalliques limitant la vision et le mouvement, les Mongols utilisaient des armures en cuir laqué (armure lamellaire) pour se protéger. Ces armures plus légères laissent aux guerriers mongols plus de possibilités de mouvement, un meilleur champ de vision, et fatiguent moins, leur donnant un avantage par rapport à leurs adversaires. Il est spéculé qu'ils pouvaient parfois porter des habits de soie très serré sur le corps pour faciliter le retrait des flèches. Il était ainsi plus facile de retirer la flèche, maintenant enveloppée du tissu. Cela réduisait les chances d’infection en facilitant le nettoyage et le bandage de la plaie, permettant même parfois au guerrier de retourner au combat immédiatement. Lors d'un conflit prolongé, les Mongols opposent ainsi souvent une armée de vétérans à des conscrits paysans, avec de désastreux résultats pour les adversaires des Mongols.
Certains chevaux étaient aussi protégés d'une armure lamellaire.

## Évolutions postérieures au règne de Gengis Khan
Sous le règne de Tamerlan, l’armée mongole commet des massacres gratuits, et se signale par sa cruauté, même inutile. Même si l’armée de Gengis Khan a également massacré des villes entières, elle l’a toujours fait dans un but précis, et a plus souvent épargné des villes. Ultérieurement, cette attitude change[réf. nécessaire].

## Faiblesses de l’armée mongole

### La structure tribale
Bien que les liens tribaux aient été plus ou moins brisés par Gengis Khan, ils se maintiennent au moins pour la succession. Ainsi, la division de l’empire à la mort de Gengis Khan sauve l’Europe d'une chaude lutte : Pologne et Hongrie ont été écrasées de peu, la Russie conquise avant que les Mongols s’entre-déchirent pour la succession.

### La faiblesse démographique
Les Mongols sont au maximum trois millions, dont moins de 500 000 de Mongols bleus (les Mongols de Gengis Khan), soit moins de 250 000 combattants. Ces faibles effectifs se diluent dans les importantes populations conquises. De plus, les divisions internes, qui voient les Mongols se battre entre eux, accroissent encore cette faiblesse. Enfin, la progression de l’agriculture empiète sur les terres traditionnelles mongoles, qui voient leurs zones d’élevage se réduire avec le temps.

### Les terrains peu adaptés à la cavalerie
Si les sièges n’ont pas posé de problème insurmontables aux Mongols, en dehors des grands espaces convenant aux déploiement et aux manœuvres de leur cavalerie, leur armée s’est montrée peu efficace. C'est pourquoi les Mongols adoptèrent une stratégie qui consista à forcer les armées ennemies à sortir de l'enceinte de leur cité pour ainsi les cribler de flèches sur le champ de bataille (seulement lorsqu'il s'agissait d'un siège). Ce qui était nettement plus facile que de faire tomber les murs de la ville pour pouvoir y entrer sans y être importunés. C’est ainsi que les montagnes afghanes sont restées peu soumises, seuls les grands itinéraires et les villes étant réellement conquis. De même, les Mongols se sont arrêtés sur les rives des océans, et n’ont pu faire la conquête du Japon dont les rives étaient solidement défendues. Le climat chaud et humide de l'Asie du Sud-Est, n'ayant rien de commun avec celui de la Mongolie, permit également en grande partie à cette région de ne pas être envahie. Mais les Mongols ont su habilement, la plupart du temps, éviter par leur renseignement efficace, et leurs manœuvres habiles, les terrains défavorables, pour combattre l’ennemi là où ils étaient sûrs de remporter la victoire.